# Llista de rius de l'Alt Maestrat
Llista de rius, rambles i barrancs a la comarca de l'Alt Maestrat, al País Valencià.
| Nom          | Tipus   | Conca             | Superfície conca | Longitud | Cabal | Naixement                              | Naixement                                              | Desembocadura                                                   | Desembocadura                                          | Foto |
| Nom          | Tipus   | Conca             | Superfície conca | Longitud | Cabal | Lloc                                   | Coord.                                                 | Lloc                                                            | Coord.                                                 |      |
| ------------ | ------- | ----------------- | ---------------- | -------- | ----- | -------------------------------------- | ------------------------------------------------------ | --------------------------------------------------------------- | ------------------------------------------------------ | ---- |
| Montlleó     | riu     | riu Millars       | n/d              | n/d      | n/d   | Serra de Gúdar (Puertomingalvo)        | 40° 18′ 35″ N, 0° 29′ 39″ O / 40.309831°N,0.494164°O   | rambla de la Vídua (Culla, les Useres i la Serra d'en Galceran) | 40° 13′ 12″ N, 0° 05′ 09″ O / 40.2201201°N,0.0859343°O |      |
| Sec          | riu     | riu Millars       | n/d              | n/d      | n/d   | Vilafranca                             | 40° 27′ 08″ N, 0° 13′ 26″ O / 40.452116°N,0.223789°O   | riu de Montlleó (Culla i Benassal)                              | 40° 21′ 03″ N, 0° 12′ 12″ O / 40.350868°N,0.203270°O   |      |
| els Albers   | riu     | riu Millars       | n/d              | n/d      | n/d   | n/d                                    | n/d                                                    | riu Sec (Benassal)                                              | 40° 22′ 43″ N, 0° 11′ 32″ O / 40.3784903°N,0.1923558°O |      |
| el Rivet     |         | riu Millars       | n/d              | n/d      | n/d   | Lloma de la Picossa (Vilafranca)       | 40° 19′ 29″ N, 0° 14′ 37″ O / 40.3248151°N,0.2437409°O | riu de Montlleó (Vistabella del Maestrat)                       | 40° 19′ 26″ N, 0° 12′ 33″ O / 40.3237681°N,0.2093013°O |      |
| la Redonada  | barranc | riu Millars       | n/d              | n/d      | n/d   | Benafigos                              | 40° 16′ 43″ N, 0° 12′ 19″ O / 40.2786299°N,0.2054067°O | riu de Montlleó (Benafigos)                                     | 40° 15′ 37″ N, 0° 09′ 46″ O / 40.2604074°N,0.162663°O  |      |
| Atzeneta     | rambla  | riu Millars       | n/d              | n/d      | n/d   | Llucena                                | 40° 11′ 03″ N, 0° 15′ 42″ O / 40.1841804°N,0.2616297°O | riu de Montlleó (Benafigos)                                     | 40° 14′ 18″ N, 0° 08′ 08″ O / 40.2382716°N,0.135449°O  |      |
| Benafigos    | rambla  | riu Millars       | n/d              | n/d      | n/d   | n/d                                    | n/d                                                    | rambla d'Atzeneta (Benafigos)                                   | 40° 14′ 07″ N, 0° 08′ 19″ O / 40.2352745°N,0.138746°O  |      |
| Meanes       | rambla  | riu Millars       | n/d              | n/d      | n/d   | Culla                                  | 40° 18′ 24″ N, 0° 05′ 58″ O / 40.3067822°N,0.0993529°O | riu de Montlleó (Benafigos)                                     | 40° 14′ 18″ N, 0° 08′ 02″ O / 40.2383702°N,0.1337813°O |      |
| els Prats    | barranc | riu Ebre          | n/d              | n/d      | n/d   | Serra de la Nevera (Ares del Maestrat) | 40° 27′ 18″ N, 0° 04′ 07″ O / 40.4550218°N,0.0684816°O | rambla de la Canada d'Ares (Ares dels Maestrat)                 | 40° 30′ 07″ N, 0° 08′ 10″ O / 40.5019713°N,0.136202°O  |      |
| Carbonera    | rambla  | riu Millars       | n/d              | n/d      | n/d   | Mola d'Ares (Ares del Maestrat)        | 40° 27′ 04″ N, 0° 06′ 55″ O / 40.4512255°N,0.115388°O  | rambla de la Vídua (Culla, les Useres i la Serra d'en Galceran) | 40° 13′ 12″ N, 0° 05′ 09″ O / 40.2201201°N,0.0859343°O |      |
| els Horts    | barranc | riu Millars       | n/d              | n/d      | n/d   | Serra d'en Seller (Ares del Maestrat)  | 40° 26′ 26″ N, 0° 04′ 45″ O / 40.4406843°N,0.0791382°O | rambla Carbonera (Ares del Maestrat)                            | 40° 23′ 02″ N, 0° 05′ 54″ O / 40.3837919°N,0.0984257°O |      |
| la Belluga   | rambla  | riu Millars       | n/d              | n/d      | n/d   | Serra de la Nevera (Ares del Maestrat) | 40° 26′ 50″ N, 0° 04′ 07″ O / 40.4473022°N,0.0686425°O | rambla Carbonera (Catí)                                         | 40° 22′ 01″ N, 0° 02′ 41″ O / 40.3669384°N,0.0447781°O |      |
| el Molinell  | riu     | riu Millars       | n/d              | n/d      | n/d   | Culla                                  | 40° 20′ 33″ N, 0° 06′ 48″ O / 40.3426093°N,0.1134626°O | rambla Carbonera (Culla)                                        | 40° 19′ 16″ N, 0° 02′ 06″ O / 40.321074°N,0.034997°O   |      |
| Cervera      | rambla  |                   | n/d              | 50 km    | n/d   | Serra de Vallivana (Morella)           | 40° 30′ 40″ N, 0° 02′ 33″ E / 40.510995°N,0.042637°E   | Mar Mediterrània (Benicarló)                                    | 40° 25′ 09″ N, 0° 26′ 13″ E / 40.419118°N,0.436998°E   |      |
| Salvassòria  | barranc | rambla de Cervera | n/d              | n/d      | n/d   | el Muixacre (Morella)                  | 40° 31′ 16″ N, 0° 04′ 00″ O / 40.5210099°N,0.0665562°O | rambla de Cervera (Catí)                                        | 40° 30′ 40″ N, 0° 02′ 33″ E / 40.511001°N,0.042592°E   |      |
| les Coves    | riu     |                   | 507,1 km2        | 37,9 km  | n/d   | Tossal de la Nevera (Catí)             | n/d                                                    | Mar Mediterrània (Alcalà de Xivert)                             | 40° 12′ 38″ N, 0° 15′ 52″ E / 40.210424°N,0.264341°E   |      |
| la Valltorta | barranc | riu de les Coves  | n/d              | n/d      | n/d   | n/d                                    | n/d                                                    | riu de les Coves (les Coves de Vinromà)                         | 40° 20′ 49″ N, 0° 07′ 41″ E / 40.346885°N,0.128126°E   |      |